# Срывайте розы поскорей
«Срывайте розы поскорей» (англ. Gather Ye Rosebuds While Ye May) — картина английского художника Джона Уильяма Уотерхауса, созданная в 1909 году (точная датировка была неизвестна до недавнего времени). Это вторая и более известная версия картины. Первая, с тем же названием, была создана в 1908 году и находится в частной коллекции.
Картина пропала почти столетие назад, а в 1973 году была обнаружена в старом канадском фермерском доме.
На картине изображены прекрасные девушки, которые собирают цветы на широком лугу. Название заимствовано из поэмы XVII века «Девственницам: спешите наверстать упущенное», автором которой является Роберт Геррик. Поэт, прославляя радости молодости и весны, советует отбросить скромность и скорее надевать подвенечный наряд, потому что молодость быстротечна и всё «ближе миг заката».
Срывайте розы поскорей,
Подвластно всё старенью,
Цветы, что ныне всех милей,
Назавтра станут тенью.

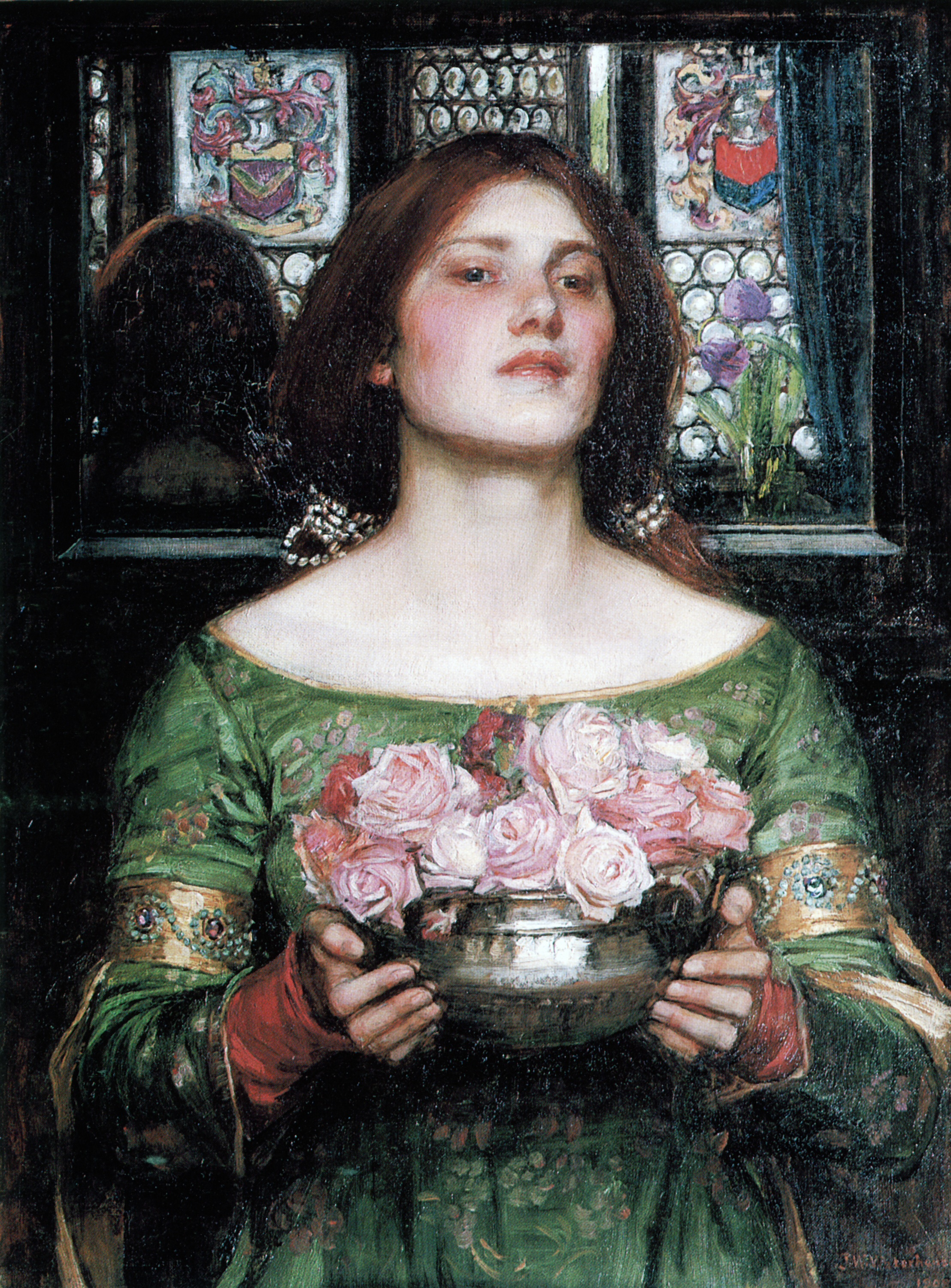
Первая версия картины «Срывайте розы поскорей», 1908 г.

Буквально «Gather Ye Rosebuds While Ye May» можно перевести, как «Срывайте розовые бутоны, пока можете»:
Gather ye rosebuds while ye may,
Old Time is still a-flying;
And this same flower that smiles today
Tomorrow will be dying.
На аукционе Сотбис в апреле 2007 года картина была оценена на 2,5 млн долларов, но так и не была продана.